# Англо-персийска война
Англо-персийската война се води от 1 ноември 1856 до 4 април 1857 г. между Британската империя и Персия (управлявана по това време от династия на Каджарите).
Британците се противопоставят на опит на Персия да реализира претенциите си към град Херат. Въпреки че Херат е част от Персия при династията на Каджарите, когато избухва войната, той е обявил независимост под водачеството на бунтовния си емир и се е поставил под закрилата на британците в Индия и в съюз с Кабулското емирство (предшественик на съвременен Афганистан).
Британската кампания се води успешно от ген-м. сър Джеймс Утрам на два театъра – на южния бряг на Персия близо до град Бушер и в Южна Месопотамия. В резултат на войната Персия се изтегля от Херат и подписва нов договор, според който се отказва от претенциите си за града, а британците се изтеглят от Южна Персия.